# 酒巻英雄
酒巻 英雄（さかまき ひでお、1935年（昭和10年）10月25日 - ）は、日本の実業家。元野村證券（現在の野村ホールディングス）代表取締役社長。

## 略歴
神奈川県に生まれる。1958年（昭和33年）に法政大学経済学部を卒業し、野村證券に入社する。
1991年（平成3年）6月、同社代表取締役社長に就任する。1997年（平成9年）3月、総会屋に対する利益供与事件で同社代表取締役社長を引責辞任する。
また、東京証券取引所理事会議長、公社債引受協会会長を歴任し、アジア・アライアンス・ホールディングス社外取締役を務めたこともある。

## 書籍
- 『ピーター・リンチの株式投資の法則』 監訳 （ダイヤモンド社、1994年）

## 参考
- 『会社年鑑 1989 上場会社版』（日本経済新聞社、 1989年）